# Olympiaturm
Olympiaturm (česky: Olympijská věž) je televizní věž v Mnichově v Bavorsku a součást zdejšího Olympijského parku který byl postaven k Letním olympijským hrám 1972. Po televizní věži v Norimberku jde o druhou nejvyšší stavbu v Bavorsku. Byla otevřena v roce 1968, stavba probíhala od roku 1965. V 162 metrech se nachází restaurace a vyhlídka.